# Abadia de Kellenried

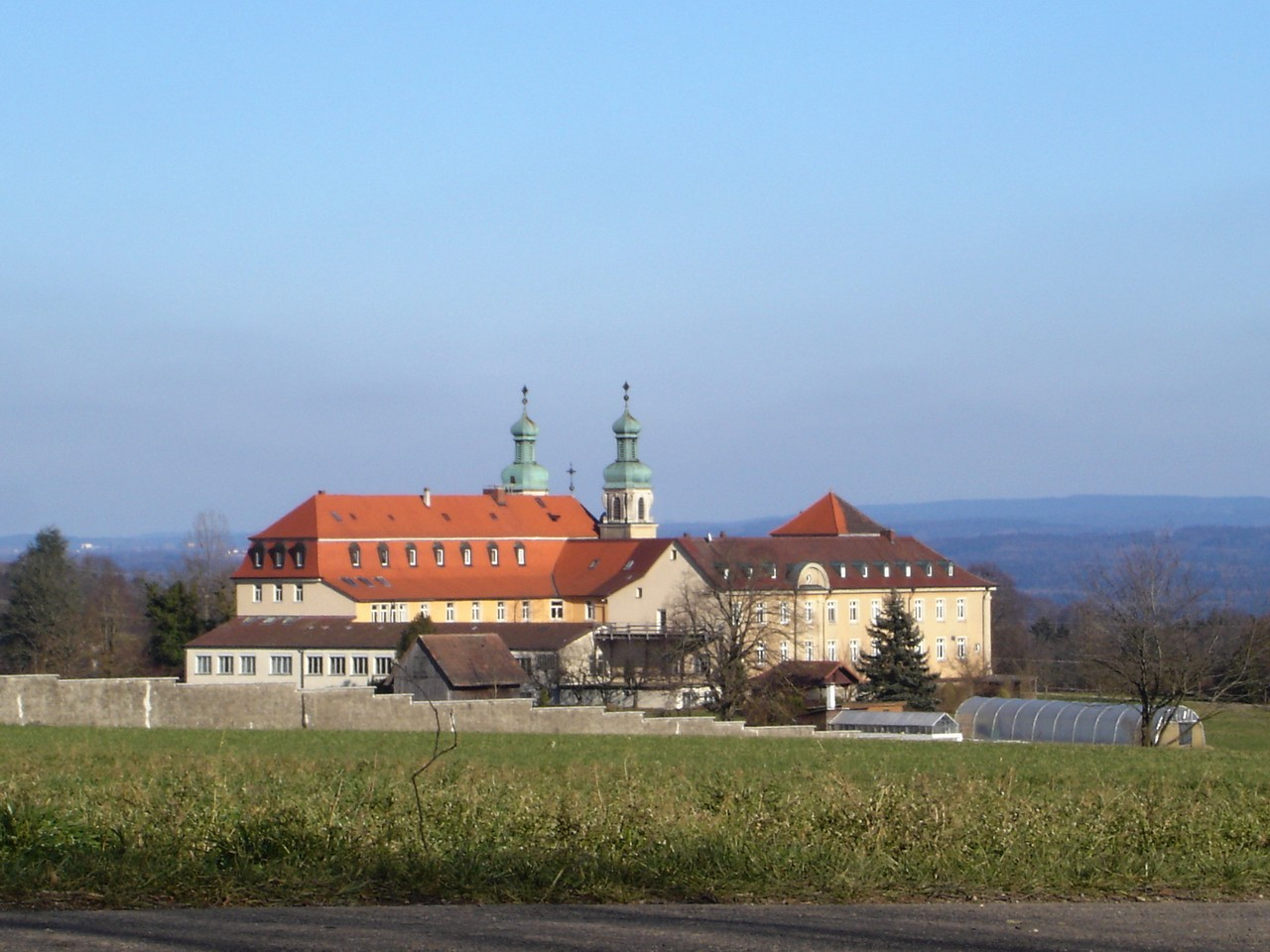
Kloster Kellenried St. Erentraud

A Abadia de St. Erentraud, Kellenried, de outro modo, a Abadia de Kellenried, é um mosteiro beneditino de mulheres em Kellenried, que faz parte da cidade de Berg em Baden-Württemberg, Alemanha.
O mosteiro foi fundado pela Congregação Beuronense em 1924. As primeiras freiras vieram da Abadia de São Gabriel, Bertholdstein. A abadia foi nomeado após St. Erentraud de Salzburg, primeira abadessa de Nonnberg Abbey em Salzburg.
A igreja da abadia foi construída em – no barroco Revival estilo por Adolf J. Lorenz. Em 1926, o mosteiro foi elevado à categoria de abadia. Em 1940 as freiras foram expulsas das instalações pelos nacional-socialistas, mas regressaram em 1945.
A abadia possui um presépio barroco, cuja figura mais antiga data do século XVII, que é exposta anualmente desde o Natal até 2 de fevereiro.
Além dos deveres tradicionais de hospitalidade, as freiras se dedicam a vários artesanatos e também administram uma loja em Kellenried onde vendem figuras de presépio e velas feitas à mão.